# Le Loup et la Cigogne
Ne doit pas être confondu avec Le Renard et la Cigogne.
Le Loup et la Cigogne est la neuvième fable du livre III de Jean de La Fontaine situé dans le premier recueil de ses Fables, édité pour la première fois en 1668.

## Résumé
Le loup a un os coincé dans sa gorge, il demande à une cigogne passant par là de le lui retirer. La cigogne le lui retire mais en échange, demande un salaire. Mais, le loup refuse de la payer pour son service en lui disant : "Quoi ce n'est pas encore beaucoup ; D'avoir de mon gosier retiré votre cou ?"

## Sources de La Fontaine
Les emprunts de la Fontaine à Ésope et Phèdre qui ont écrit cette fable avant lui sont les suivants :
- les personnages : 
  - le loup menteur, rusé, ingrat, arrogant.
  - l'oiseau au long bec fin, la victime naïve et relativement généreuse.
- la situation et les étapes de l'histoire :
  - l'os coincé dans le gosier du loup ;
  - l'aide demandée par le loup ;
  - le service rendu par l'oiseau ;
  - l'ingratitude du loup ;
- la forme poétique du texte latin de Phèdre.

Faërne (Gabriele Faerno) a lui aussi proposé une version versifiée de la même histoire, "Le Loup et La Grue" (Cent fables choisies, LVI).

## Iconographie

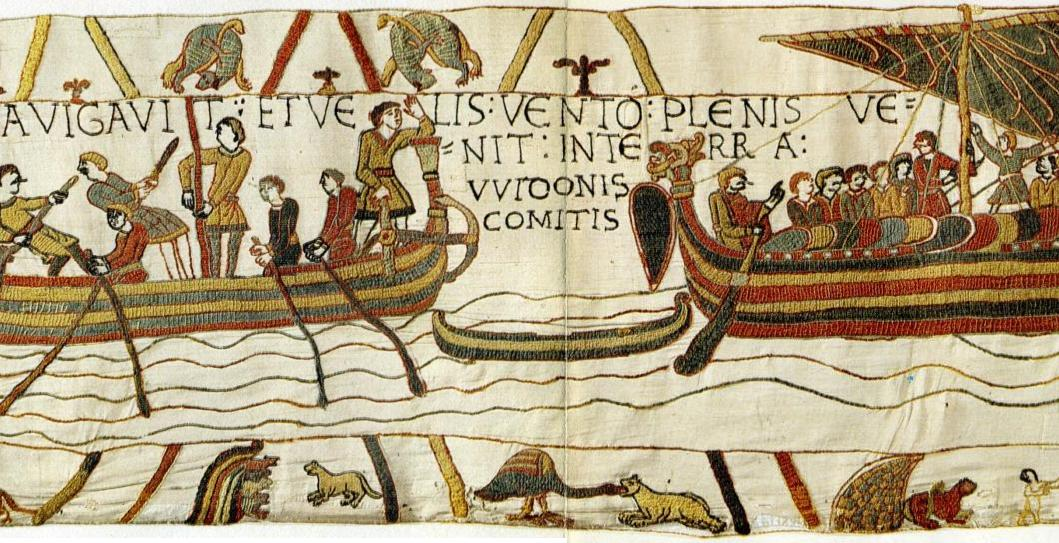
Sur la bordure inférieure de la Tapisserie de Bayeux du XIe siècle apparaît la fable d'Esope "Le Loup et le Héron"
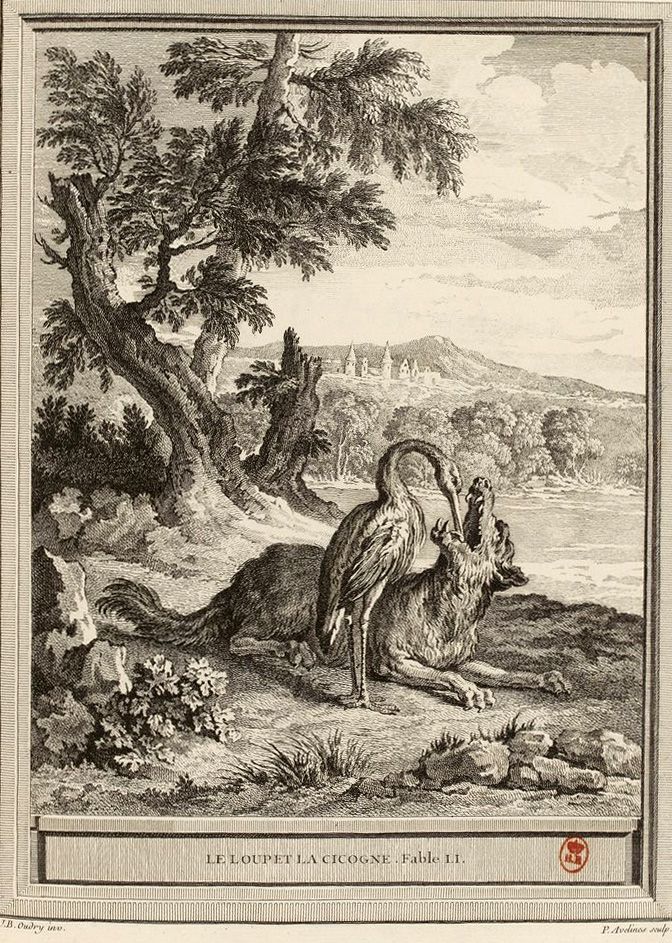
Gravure de Pierre-Alexandre Aveline d'après un dessin de Jean-Baptiste Oudry, Edition Desaint & Saillant de 1755-1759.
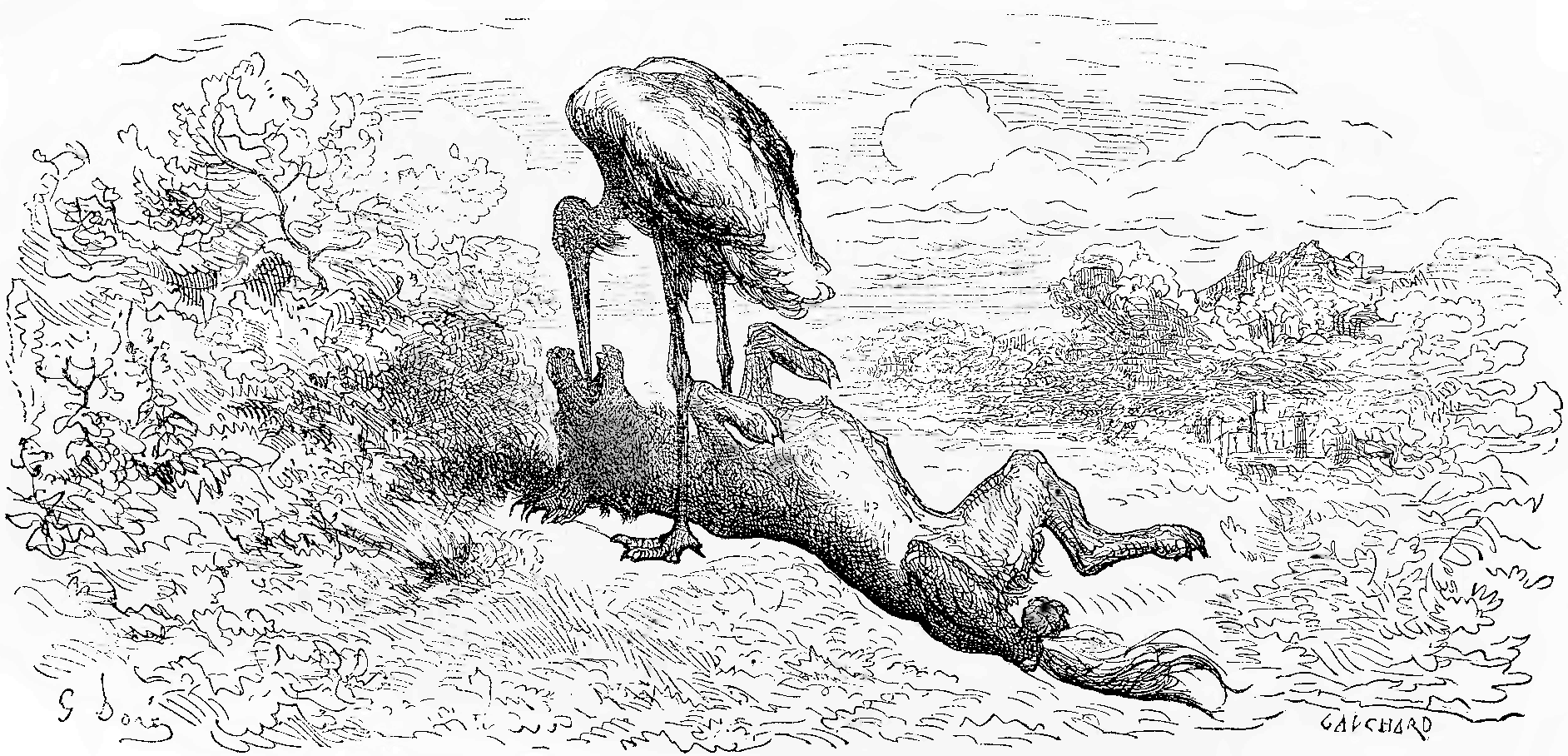
Illustration de Gustave Doré (1876).
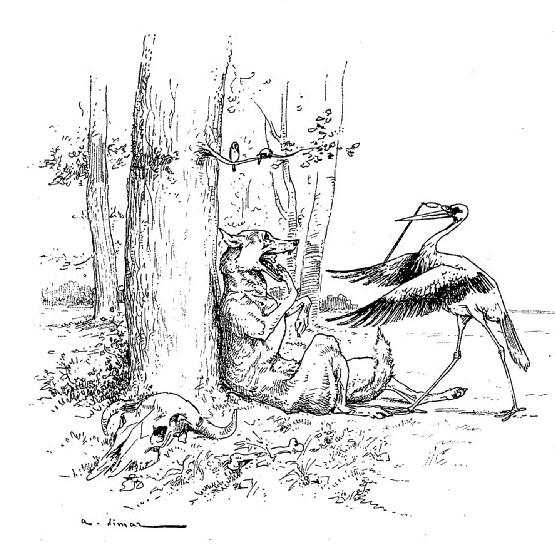
Illustration d'Auguste Vimar (1897)

## Texte
LE LOUP ET LA CIGOGNE
[Ésope + Phèdre, +Faërne]

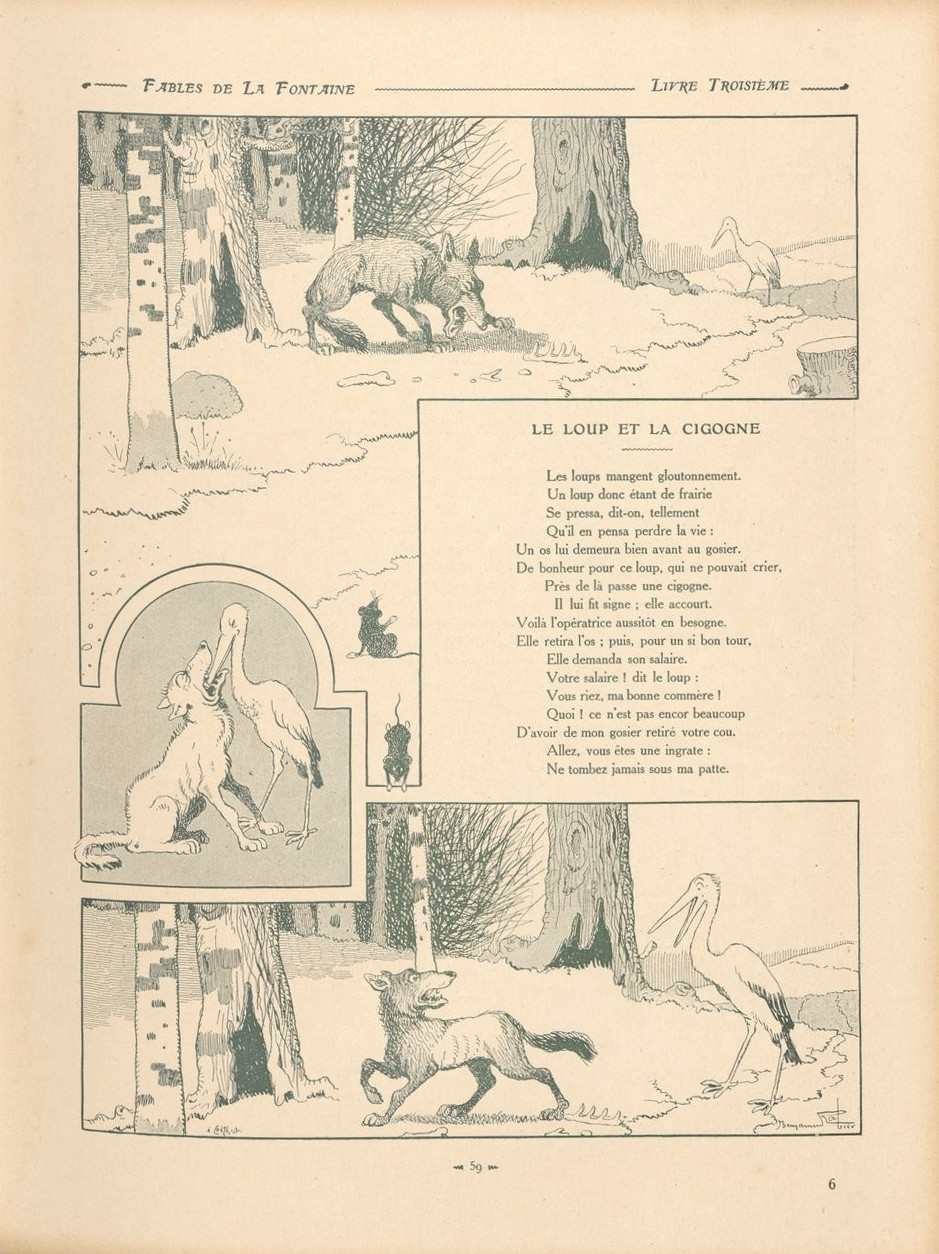
Illustration de Benjamin Rabier (1906).

Les Loups mangent gloutonnement.          
Un Loup donc étant de frairie,
           Se pressa, dit-on, tellement
           Qu'il en pensa perdre la vie.
G. W. W. 9
G.J.7.M
De bonheur pour ce Loup, qui ne pouvait crier,
           Près de là passe une Cigogne
           Il lui fait signe, elle accourt.
Voilà l'opératrice aussitôt en besogne.
Elle retira l'os ; puis, pour un si bon tour,
          Elle demanda son salaire.
          " Votre salaire? dit le Loup :
          Vous riez, ma bonne commère.
          Quoi ? Ce n'est pas encor beaucoup
D'avoir de mon gosier retiré votre cou ?
           Allez, vous êtes une ingrate ;
           Ne tombez jamais sous ma patte. "